# Liste des OAV de Détective Conan
Cet article regroupe toutes les vidéos d'animation originales du manga et anime Détective Conan.

## Shōnen Sunday Original Animation
Les neuf premiers épisodes ont été compilés en quatre DVD nommés Secret Files.
| No | Titre français                                                                  | Titre japonais                                            | Titre japonais                                                 | Date de 1re diffusion |
| No | Titre français                                                                  | Kanji                                                     | Rōmaji                                                         | Date de 1re diffusion |
| -- | ------------------------------------------------------------------------------- | --------------------------------------------------------- | -------------------------------------------------------------- | --------------------- |
| 1  | Conan contre Kid contre Yaiba                                                   | コナンvsキッドvsヤイバ 宝刀争奪大決戦!!                   | Konan tai Kiddo tai Yaiba Hōtō Soudatsu Daikessen              | 3 mars 2000           |
| 2  | 16 suspects                                                                     | 16人の容疑者!?                                            | Jūrokunin no Yōgisha!?                                         | 6 mai 2002            |
| 3  | Conan, Heiji et le garçon disparu                                               | コナンと平次と消えた少年                                  | Konan to Heiji to Kieta Shōnen                                 | 2003                  |
| 4  | Conan contre Kid contre Crystal Mother                                          | コナンとキッドとクリスタル·マザー                         | Konan to Kiddo to Kurisutaru Mazā                              | avril 2004            |
| 5  | La cible est Kogoro ! L'Enquête secrète des Détective Boys                      | 名探偵コナン: 標的は小五郎!! 少年探偵団丸秘調査           | Hyouteki wa Kogoro ! Shounen Tanteidan Maruchichousa           | avril 2005            |
| 6  | Suivre les diamants disparus ! Conan et Heiji contre Kid !                      | 消えたダイヤを追え!コナン·平次vsキッド!                   | Kieta Daiya o Oe! Konan, Heiji vs Kiddo!                       | 2006                  |
| 7  | Le Défi du Professeur Agasa ! Le Professeur contre Conan et les Détectives Boys | 名探偵コナン 阿笠からの挑戦状！ 阿笠 VS コナン&少年探偵団 | Agasa-sensei no Chousenjou ! Agasa VS Conan & Shōnen Tanteidan | 13 mars 2007          |
| 8  | La Détective lycéenne, l'affaire de Sonoko Suzuki                               | 女子高生探偵 鈴木園子の事件簿                             | Joshi Kōsei Tantei Suzuki Sonoko no Jikenbo                    | 2008                  |
| 9  | Étrangers dans 10 ans                                                           | 10年後の異邦人                                            | 10 Nengo no Stranger                                           | 17 juin 2009          |
| 10 | Kid sur l'île piège                                                             | 名探偵コナン ～KID in TRAP ISLAND～                       | Meitantei Conan: Kid in Trap Island                            | 2010                  |
| 11 | Un ordre secret de Londres                                                      | ロンドンからの秘指令                                      | Rondon Kara no maruhi Shirei                                   | 2011                  |
| 12 | Le Miracle d'Excalibur                                                          | えくすかりばあの奇跡                                      | Ekusukaribaa no Kiseki                                         | 2012                  |

## Magic Files
| No | Titre français                                                        | Titre japonais                                               | Titre japonais                                                                     | Date de 1re diffusion |
| No | Titre français                                                        | Kanji                                                        | Rōmaji                                                                             | Date de 1re diffusion |
| --- | --------------------------------------------------------------------- | ------------------------------------------------------------ | ---------------------------------------------------------------------------------- | --------------------- |
| 1 | Détective Conan Magic File                                            | 名探偵コナン Magic File                                      | Meitantei Conan Magic File                                                         | 11 avril 2007         |
| Épisode en deux parties qui résume l'intrigue sur les Hommes en Noir des épisodes 132, 133, 134 et 196. |                                                                       |                                                              |                                                                                    |                       |
| 2 | Shinichi Kudo : L'Affaire du mystérieux mur et du labrador noir       | 名探偵コナンMagic File 2 ～工藤新一 謎の壁と黒ラブ事件～     | Meitantei Conan Magic File 2 ～Kudō Shinichi Nazo no Kabe to Kuro Rabu Jiken～     | 19 avril 2008         |
| Épisode relié à un souvenir surgit dans le film 12 : Détective Conan : La Mélodie de la peur. |                                                                       |                                                              |                                                                                    |                       |
| 3 | Souvenirs des tuiles de mahjong et de Tanabata                        | 名探偵コナン Magic File 3 ～新一と蘭・麻雀牌と七夕の思い出～ | Meitantei Conan Magic File 3 ～Shinichi to Ran・Maajan Pai to Tanabata no Omoide～ | 18 avril 2009         |
| Épisode relié à un événement qui fait surgir l'action du film 13 : Détective Conan : Le Chasseur noir de jais. |                                                                       |                                                              |                                                                                    |                       |
| 4 | Odyssée pour des Okonomiyaki à Osaka                                  | 名探偵コナン Magic File 4 ～大阪お好み焼きオデッセイ～       | Meitantei Conan Magic File 4 ～Osaka Okonomiyaki Odessei～                         | 17 avril 2010         |
| Épisode qui prend place tout de suite après les événements du film 14 : Détective Conan : L'Arche du Ciel. |                                                                       |                                                              |                                                                                    |                       |
| 5 | Le Souvenir Capriccio de Niigata-Tokyo                                | 名探偵コナン Magic File 2011 ～新潟～東京 おみやげ狂騒曲～   | Meitantei Conan Magic File 2011 ～Niigata ~ Tōkyō Omiyage Kapurichio～             | 16 avril 2011         |
| Épisode qui prend place après les événements du film 15 : Détective Conan : Les Quinze Minutes de silence. |                                                                       |                                                              |                                                                                    |                       |
| 6 | Fleur de Fantasista                                                   | 名探偵コナン Magic File 2012 ～ァンタジスタの花～            | Meitantei Conan Magic File 2012 ～Fantasista Flower～                              | 14 avril 2012         |
| Épisode relié à un souvenir surgit dans le film 16 : Détective Conan : Le Onzième Attaquant. |                                                                       |                                                              |                                                                                    |                       |
| 7 | Les friandises japonaises disparues de l'ancien magasin (Épisode 694) | 消えた老舗の和菓子                                           | Kieta Shinise no Wagashi                                                           | 20 avril 2013         |
| Considéré comme un Magic File, cet épisode - inclus dans la numérotation de l'anime - se déroule un jour avant les faits du film 17 : Détective Conan : Un détective privé en mer lointaine. (Diffusé à la télé le même jour que la sortie du film au cinéma.) |                                                                       |                                                              |                                                                                    |                       |

## Conan contre Kid contre Yaiba
Conan contre Kid contre Yaiba (コナンvsキッドvsヤイバ 宝刀争奪大決戦!!, Konan tai Kiddo tai Yaiba Hōtō Soudatsu Daikessen) est le premier OAV tiré du manga Détective Conan.

### Résumé
On y retrouvera les protagonistes du manga "Yaiba", autre série de l'auteur de Détective Conan.

### Fiche technique
- Titre original : Konan tai Kiddo tai Yaiba - Houtou soudatsu daikessen (コナンvsキッドvsヤイバ 宝刀争奪大決戦!!)
- Sortie : 2001
- Durée : 23 min

## 16 suspects
16 suspects (16人の容疑者!?, Jūrokunin no Yōgisha!?) est le deuxième OAV tiré du manga Détective Conan.

### Résumé
L'inspecteur Shiratori invite les personnes listées ci-dessous à un dîner composé de plats français et de vin rares dans sa somptueuse résidence. Il fait visiter sa grande cave à ses invités mais lorsqu’il y retourne plus tard, il découvre une bouteille de vin rare cassée. Conan et les autres se mettent à la recherche du responsable qui est parmi les invités. 
Les invités présents à cette fête sont :
- Kogoro Mouri
- Eri Kisaki
- Ran Mouri
- Jûzo Maigret ainsi que Takagi et Satô
- Sonoko Suzuki
- Heiji Hattori et Kazuha Tooyama

Le professeur Agasa et des Détectives juniors sont également invités.

### Fiche technique
- Titre original : 16 Nin no Yougisha
- Sortie : 2002
- Durée : 24 min

## Conan, Heiji et le garçon disparu
Conan, Heiji et le garçon disparu (コナンと平次と消えた少年, Konan to Heiji to Kieta Shōnen) est le troisième OAV tiré du manga Détective Conan.

### Résumé
Conan et Ran Mouri sont invités à Osaka par Heiji Hattori et Kazuha Tooyama. Alors qu'ils visitaient les principaux sites touristiques d'Osaka, trois enfants ( Mayumi, Kenta, et Mikihiko ) demande de l'aide à Heiji pour qu'il retrouve Satoshi Moriguchi. Les enfants affirment qu'il est à sa base secrète dont l’emplacement est indiqué dans une énigme fait par Satoshi Moriguchi ; ils affirment aussi que ce dernier a trouvé quelques bijoux dans sa base qui se révèle être une cachette de voleurs de bijoux.

### Fiche technique
- Titre original : Konan to Heiji to Kieta Shōnen (コナンと平次と消えた少年)
- Sortie : 2003
- Durée : 24 min